# Hårsækmider
Hårsækmider (Demodex) er en slægt af små leddyr der hører til i underklassen Acari af spindlere.
Miderne lever i hårsækken på pattedyr så som hunde (Demodex canis, Demodex injai og Demodex sp. "cornei."), katte (Demodex cati og Demodex gatoi) og mennesker (Demodex brevis og Demodex folliculorum).
Der er flere end hundrede forskellige arter.

## Værtens sygdomme
Hundens hårsækmider kan foresage en hudbetændelse der betegnes demodicose.
Visse af miderne lever i porene i ansigtets hud,
og det har været foreslået at demodex-arten Demodex folliculorum og dens bakterie Bacillus oleronius er medvirkende til hudsygdommen rosacea.

## Udbredelse
Hårsækmider anses ikke for at kunne springe mellem værter, og hos mennesker der ejer kæledyr har man ikke kunnet konstatere en øget forekomst af mider. Et studie fandt hårsækmider hos omkring 18% af menneskerne.
Dette er typisk idet i fleste studier finder hårsækmider på 10-20 % af de undersøgte mennesker. Disse studier har forsøgt at finde miderne ved visuel undersøgelse. Et nyt studier fra 2014 fandt også hårsækmider i 14 % af undersøgte ved visuel undersøgelse af en skrabeprøve fra ansigtet, men en DNA-analyse af skrabene viste imidlertid DNA fra hårsækmider i 100 % af de undersøgte personer over 18 år, og i 70 % af de yngre personer.